# Liste des circonscriptions électorales provinciales du Québec
Pour un article plus général, voir Circonscription électorale du Québec.
Cette liste des circonscriptions électorales provinciales du Québec recense les 125 circonscriptions électorales provinciales du Québec. Depuis la réforme de la carte électorale de 1988, le nombre de circonscriptions au Québec est passé de 122 à 125.
Vous pouvez aussi consulter la liste par région administrative. Il existe une autre liste pour les 78 circonscriptions électorales fédérales situées au Québec.
- Haut – A
- B
- C
- D
- E
- F
- G
- H
- I
- J
- K
- L
- M
- N
- O
- P
- Q
- R
- S
- T
- U
- V
- W
- X
- Y
- Z

## A
- Abitibi-Est
- Abitibi-Ouest
- Acadie
- Anjou–Louis-Riel
- Argenteuil
- Arthabaska

## B
- Beauce-Nord
- Beauce-Sud
- Beauharnois
- Bellechasse
- Berthier
- Bertrand
- Blainville
- Bonaventure
- Borduas
- Bourassa-Sauvé
- Brome-Missisquoi

## C
- Camille-Laurin
- Chambly
- Champlain
- Chapleau
- Charlesbourg
- Charlevoix–Côte-de-Beaupré
- Châteauguay
- Chauveau
- Chicoutimi
- Chomedey
- Chutes-de-la-Chaudière
- Côte-du-Sud

## D
- D'Arcy-McGee
- Deux-Montagnes
- Drummond–Bois-Francs
- Dubuc
- Duplessis

## F
- Fabre

## G
- Gaspé
- Gatineau
- Gouin
- Granby
- Groulx

## H
- Hochelaga-Maisonneuve
- Hull
- Huntingdon

## I
- Iberville
- Îles-de-la-Madeleine

## J
- Jacques-Cartier
- Jean-Lesage
- Jeanne-Mance–Viger
- Jean-Talon
- Johnson
- Joliette
- Jonquière

## L
- La Peltrie
- La Pinière
- La Prairie
- Labelle
- Lac-Saint-Jean
- LaFontaine
- Laporte
- L'Assomption
- Laurier-Dorion
- Laval-des-Rapides
- Laviolette–Saint-Maurice
- Les Plaines
- Lévis
- Lotbinière-Frontenac
- Louis-Hébert

## M
- Marguerite-Bourgeoys
- Marie-Victorin
- Marquette
- Maskinongé
- Masson
- Matane-Matapédia
- Maurice-Richard
- Mégantic
- Mercier
- Mille-Îles
- Mirabel
- Montarville
- Montmorency
- Mont-Royal–Outremont

## N
- Nelligan
- Nicolet-Bécancour
- Notre-Dame-de-Grâce

## O
- Orford

## P
- Papineau
- Pointe-aux-Trembles
- Pontiac
- Portneuf
- Prévost

## R
- René-Lévesque
- Repentigny
- Richelieu
- Richmond
- Rimouski
- Rivière-du-Loup–Témiscouata
- Robert-Baldwin
- Roberval
- Rosemont
- Rousseau
- Rouyn-Noranda–Témiscamingue

## S
- Sainte-Marie–Saint-Jacques
- Sainte-Rose
- Saint-François
- Saint-Henri–Sainte-Anne
- Saint-Hyacinthe
- Saint-Jean
- Saint-Jérôme
- Saint-Laurent
- Sanguinet
- Sherbrooke
- Soulanges

## T
- Taillon
- Taschereau
- Terrebonne
- Trois-Rivières

## U
- Ungava

## V
- Vachon
- Vanier-Les Rivières
- Vaudreuil
- Verchères
- Verdun
- Viau
- Vimont

## W
- Westmount–Saint-Louis